# Monroyo

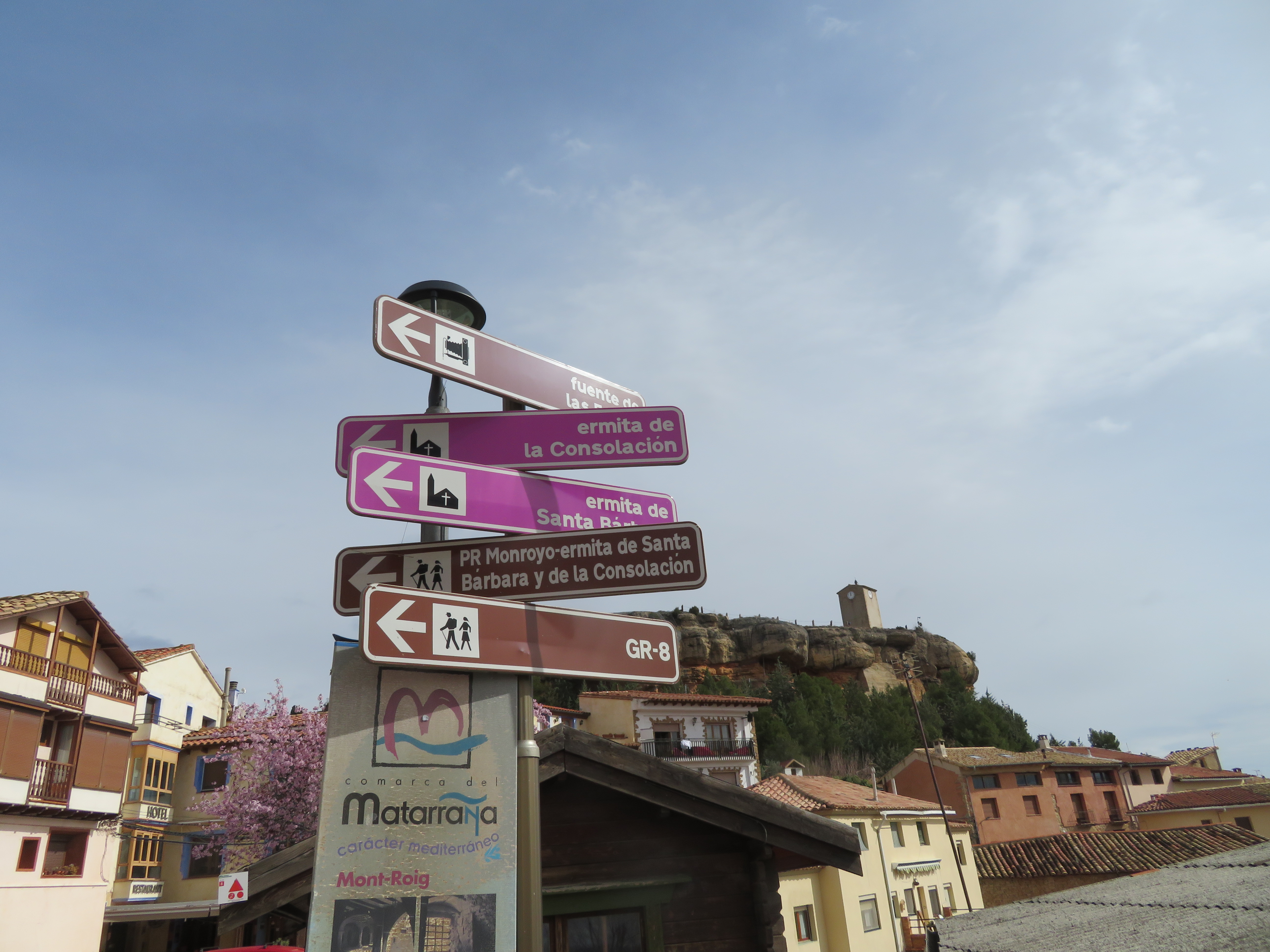
Monroyo

Monroyo (Mont-roig de Tastavins o Montroig en catalán) es un municipio y localidad española de la provincia de Teruel, en la comunidad autónoma de Aragón. Perteneciente a la comarca de Matarraña, cuenta con una población de 308 habitantes (INE 2024).

## Geografía
Integrado en la comarca de Matarraña, se sitúa a 155 km de la capital provincial. El término municipal está atravesado por la carretera nacional N-232 entre los pK 90 y 99, además de por la carretera autonómica A-1414, que permite la comunicación con Fuentespalda y Peñarroya de Tastavins. 
El relieve del municipio es irregular, con numerosos barrancos entre lomas, muelas y montañas. La sierra de Monroyo al noroeste, la sierra de los Sabinosos al sur y la sierra de la Molinera al norte dan nombre a algunas de las agrupaciones montañosas. El río Tastavins hace de límite oriental y recoge las aguas del río de Monroyo. La altitud oscila entre los 1207 m al sur (pico Camiseta) y los 570 m al noreste, a orillas del río Tastavins. El pueblo se alza a 857 m sobre el nivel del mar.
| Noroeste: La Cerollera               | Norte: La Cerollera y Ráfales | Noreste: Ráfales y Fuentespalda             |
| Oeste: La Cerollera y Torre de Arcas |                               | Este: Fuentespalda y Peñarroya de Tastavins |
| Suroeste: Torre de Arcas             | Sur: Herbés (Castellón)       | Sureste: Peñarroya de Tastavins             |

## Demografía
Monroyo cuenta con una población de 308 habitantes (INE 2024).
| Gráfica de evolución demográfica de Monroyo entre 1842 y 2021                                                                                                 |
| |
| Población de derecho según los censos de población del INE Población de hecho según los censos de población del INEEn este censo se denominaba Monrroyo: 1842 |

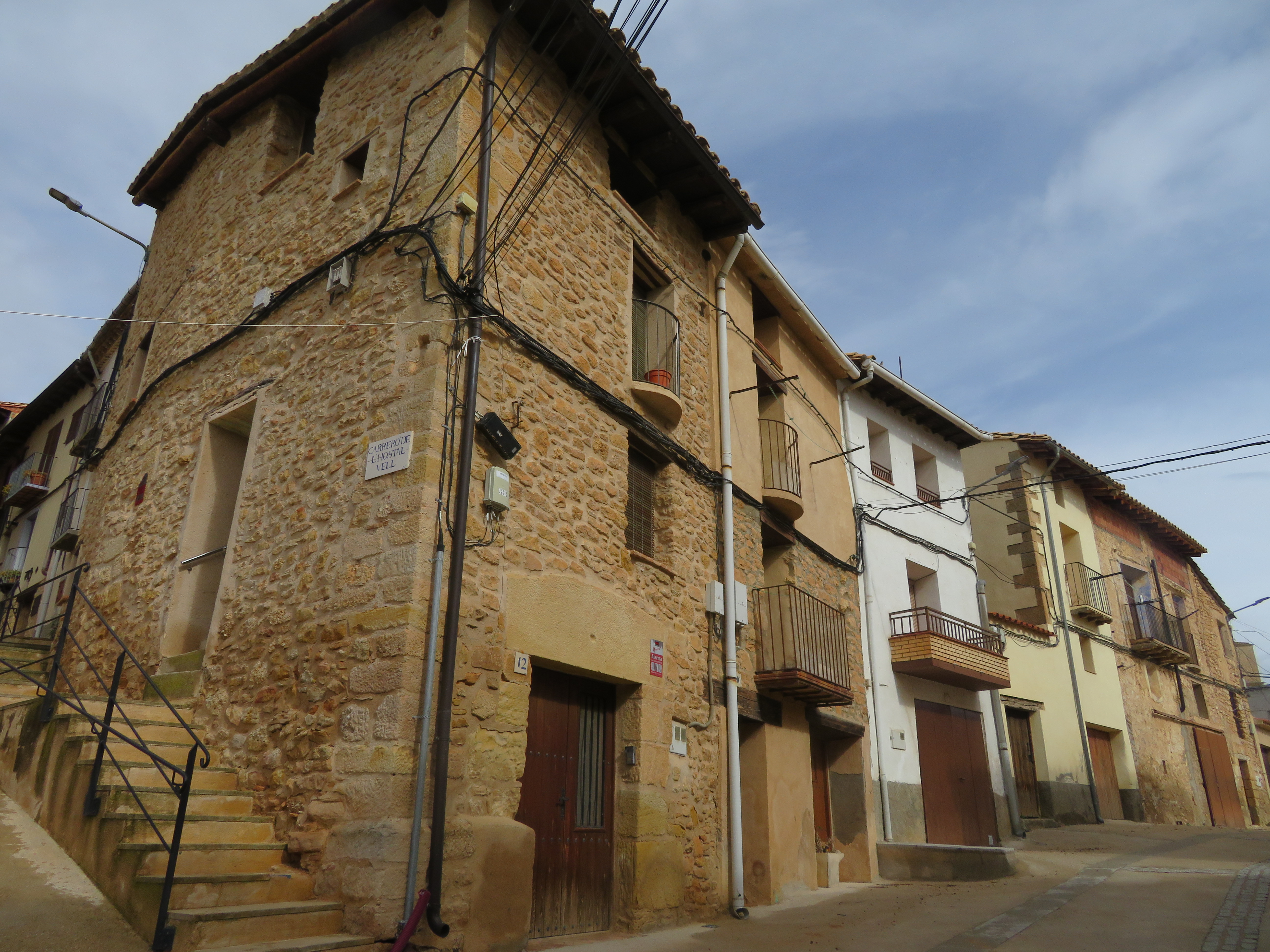
Monroyo

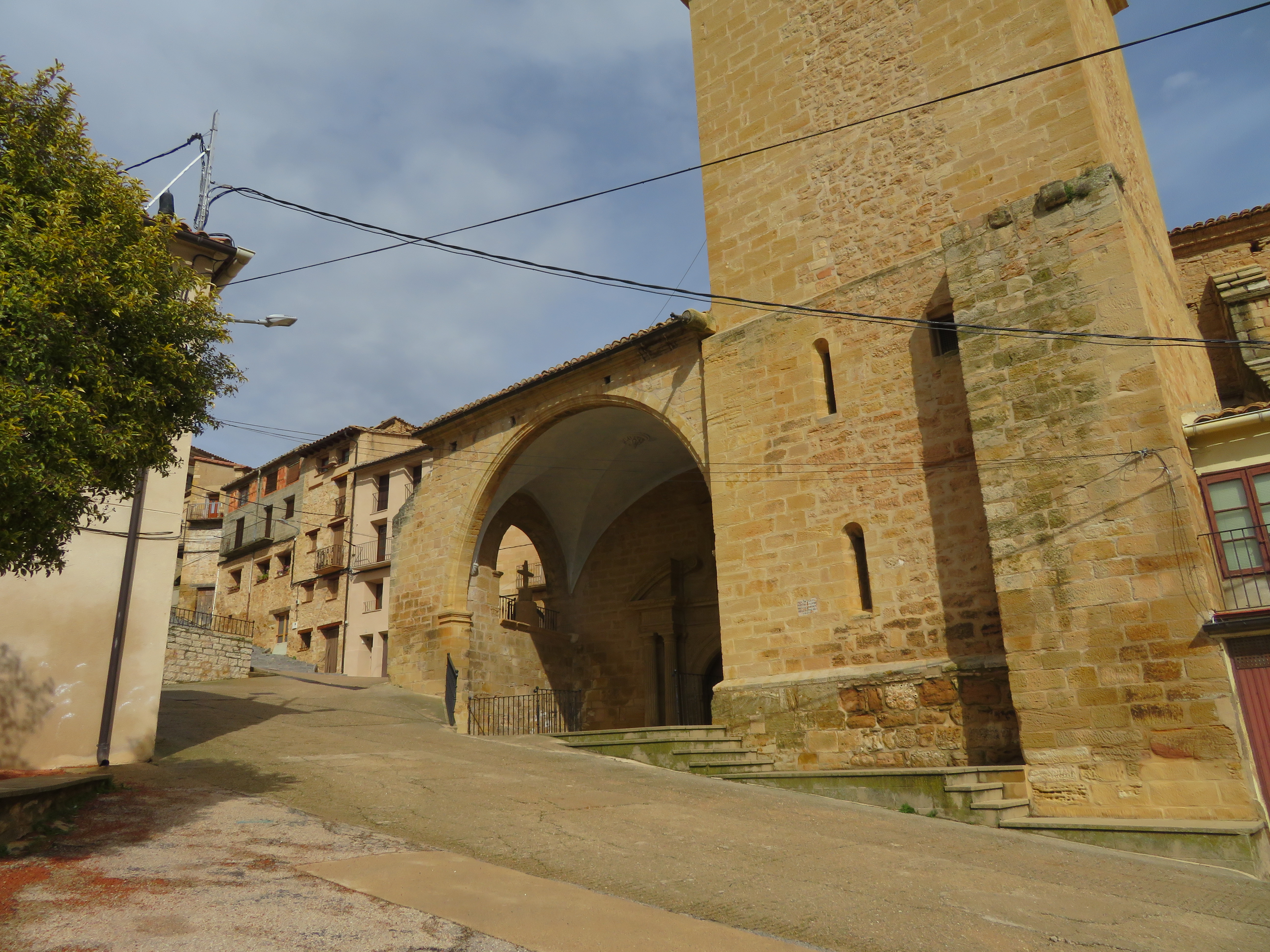
Iglesia parroquial de Nuestra Señora de la Asunción de Monroyo

La localidad se encuentra en la llamada Franja de Aragón, donde se habla una variedad dialectal aragonesa del catalán.

## Administración y política
| Período   |  | Alcalde                | Partido     |  |
| --------- |  | ---------------------- | ----------- |  |
| 1979-1983 |  | Elías Centelles Ciprés | UCD         |  |
| 1983-1987 |  |                        |             |  |
| 1987-1991 |  |                        |             |  |
| 1991-1995 |  |                        |             |  |
| 1995-1999 |  |                        |             |  |
| 1999-2003 |  |                        |             |  |
| 2003-2007 |  |                        |             |  |
| 2007-2011 |  |                        |             |  |
| 2011-2015 |  | Óscar Arrufat Maraver  | PSOE-Aragón |  |
| 2015-2020 |  | José Ramón Guarc       | PSOE-Aragón |  |
| 2020-2023 |  | Gloria Blanc           | PSOE-Aragón |  |

| Partido político    | Partido político                                   | 2003   | 2007   | 2011   | 2015   | 2019   |
| Partido político    | Partido político                                   | Ediles | Ediles | Ediles | Ediles | Ediles |
|                     | Partido de los Socialistas de Aragón (PSOE-Aragón) | 2      | 2      | 4      | 5      | 6      |
|                     | Partido Aragonés (PAR)                             | —      | 3      | 2      | 2      | 1      |
|                     | Partido Popular de Aragón (PP)                     | 5      | 2      | 1      | —      | —      |
| Total de concejales | Total de concejales                                | 7      | 7      | 7      | 7      | 7      |